# Ла Конер (Вашингтон)
Ла Конер (енгл. La Conner) град је у америчкој савезној држави Вашингтон. По попису становништва из 2010. у њему је живело 891 становника.

## Демографија
Према попису становништва из 2010. у граду је живело 891 становника, што је 130 (17,1%) становника више него 2000. године.
| Група             | 2000.       | 2010.       |
| Белци             | 672 (88,3%) | 758 (85,1%) |
| Афроамериканци    | 6 (0,8%)    | 6 (0,7%)    |
| Азијати           | 2 (0,3%)    | 9 (1,0%)    |
| Хиспаноамериканци | 47 (6,2%)   | 55 (6,2%)   |
| Укупно            | 761         | 891         |